# Iglesia de madera de Lomen

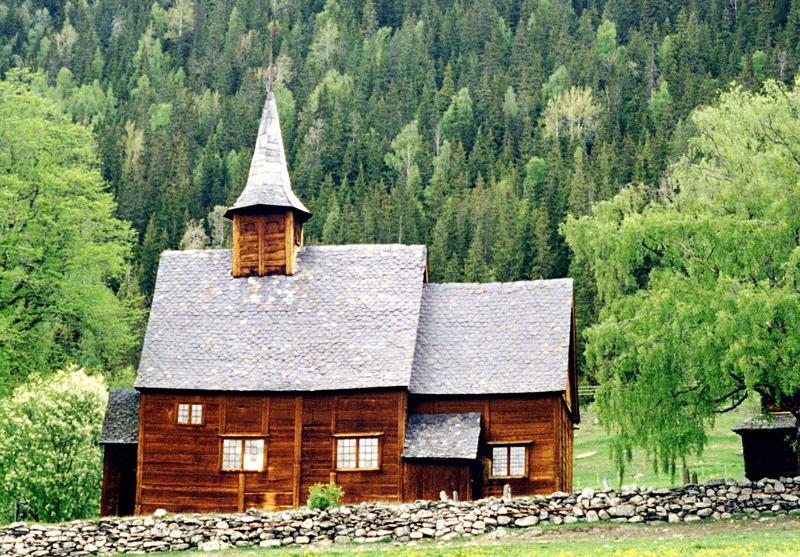
Vista de la iglesia desde el sur.

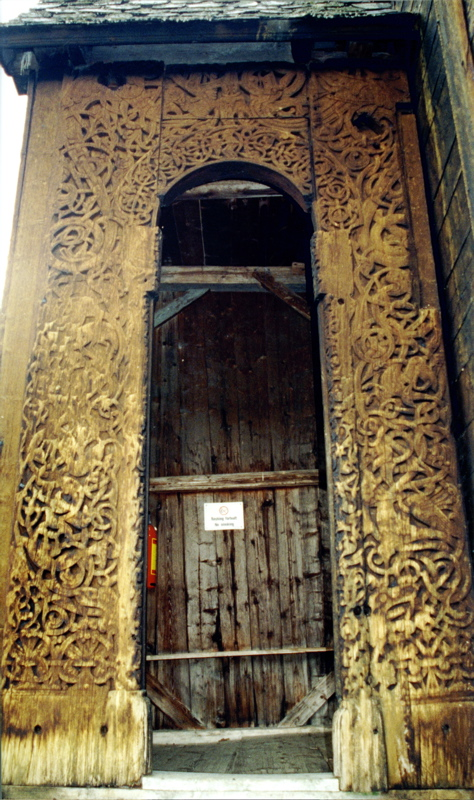
Uno de los portales medievales.

La iglesia de madera de Lomen es una stavkirke medieval de mediados del siglo XII. Se localiza en la pequeña localidad de Lomen en el municipio de Vestre Slidre, Oppland, Noruega.
Las primeras fuentes escritas que citan a la iglesia por su nombre son documentos de 1325 y 1334. Sin embargo, la dendrocronología establece fechas anteriores, que han permitido datar la construcción hacia 1179.
En 1779 ocurrió una restauración, que incluyó el agrandamiento de la iglesia. Pese a tener intrusiones que modificaron su aspecto en cierto modo, conserva elementos originales, como el armazón de la estructura y tres portales medievales artísticamente tallados en la madera.
Es una stavkirke tipo B, con nave dividida en sala central y deambulatorio, piezas divididas entre sí por columnas. El coro es de menor anchura, y en un principio tenía ábside, pero éste fue demolido en la reconstrucción del siglo XVIII. La misma suerte tuvo el corredor exterior. 
Tuvo un uso cotidiano hasta 1914, cuando estuvo lista la nueva iglesia de mampostería de la localidad, 2 km al norte de la stavkirke. Desde entonces sólo es utilizada en ocasiones especiales, como el 17 de mayo, día nacional de Noruega, y en la festividad de Olsok (día de San Olaf).
Se ha encontrado un yacimiento arqueológico de piezas de joyería y monedas, algunas de éstas datadas del siglo XII.